# Stephan F. de Borhegyi
Stephan Francis de Borhegyi, nacido István Ferenc Borhegyi, (1921, Budapest, Hungría - 26 de septiembre de 1969, Milwaukee, Estados Unidos) fue un destacado arqueólogo y etnólogo húngaro. Realizó numerosos trabajos e investigaciones sobre la arqueología de Guatemala y los yacimientos en el lago Amatitlán.
De Borhegy cursó estudios en la Universidad Peter Pazmany en Budapest. Combate en la Segunda Guerra Mundial, y luego retoma sus estudios doctorándose en 1946. Inmediatamente se involucra en actividades arqueológicas y con museos, ocupando puestos en el Museo Nacional de Hungría y enseñado Arqueología y Antropología en la Universidad Peter Pazmany.
En 1948 realiza un viaje de estudios a Estados Unidos solventado por el Viking Fund. Comienza estudios en arqueología y etnografía de América Central en Guatemala con la Carnegie Institution de Washington D. C. A causa de la inestabilidad política en Hungría solicita la ciudadanía norteamericana. En Arizona, Borhegyi conoce a  Suzanne Simms, con quien se casa en 1949, y tienen cuatro hijos.
Gracias a una serie de becas y trabajos, Borhegyi continúa estudiando la historia antigua y etnografía de Guatemala, ayudando a organizar el Museo Nacional de  Guatemala, e instalar nuevas exposiciones en el Museo de Chichicastenango y el Museo de Arte Colonial de Antigua, Guatemala.
En 1954, Borhegyi es designado director del Museo Stovall y profesor de antropología en la Universidad de Oklahoma. Además realiza viajes anuales a Guatemala para dar cursos de verano en la Universidad de San Carlos, donde se interesa en los trabajos arqueológicos en el lago Amatitlán.
En 1959, Borhegyi es designado director del Museo de Milwaukee. 
Borhegyi falleció en un accidente de coche en Milwaukee el 26 de septiembre de 1969, un mes antes de cumplir 48 años.